# قطعنامه ۹۳ شورای امنیت
قطعنامه ۹۳ شورای امنیت سازمان ملل متحد که در تاریخ ۱۸ مه ۱۹۵۱ تصویب شد، سندی بین‌المللی دربارهٔ مسئلهٔ فلسطین است. این قطعنامه طی نشست ۵۴۷ام با ۱۰ موافق، ۰ مخالف و ۱ ممتنع تصویب شد.